# Navadna konoplja
Konôplja (znanstveno ime Cannabis sativa) je od 0,5 do 6 metrov visoka dvodomna rastlina, ki obsega 3 podvrste: Cannabis sativa (navadna ali industrijska konoplja, latinsko tudi Cannabis sativa L. ssp. sativa), Cannabis indica (indijska konoplja, latinsko tudi Cannabis sativa L. ssp. indica) in Cannabis ruderalis. V konoplji se nahaja skupina substanc, ki se imenujejo kanabinoidi, ki so značilni za konopljo, vendar igrajo vlogo tudi v človeškem telesu (npr. pri uravnavanju krvnega tlaka). En od kanabinoidov ima psihoaktivni učinek, imenuje se delta-9-tetrahidrokanabinol ali THC. Konoplja je zaradi kanabinoidov uporabna v medicini ali kot rekreativna droga, zaradi trpežnih vlaken in visoke vsebnosti celuloze pa kot industrijska rastlina.

## Konoplja skozi zgodovino

### Industrijska raba
Človek je odkril konopljo okoli 15.000-5000 let pred našim štetjem. Prvi so konopljina vlakna uporabljali v Mezopotamiji in antičnem egiptu, kjer so jo dodajali glinenim zidakom kot sredstvo ojačitve. Vse do 20. stoletja je bila množično uporabljena po celem svetu. Celo nekateri najslavnejši zgodovinski predmeti so narejeni na konopljini osnovi; ameriška Deklaracija o neodvisnosti je bila pisana na konopljin papir. Mona Liza je naslikana na lesu z barvami, ki bazirajo na konopljinem olju. Gojena in priljubljena je bila tudi na slovenskih tleh, o čemer pričajo narodne pravljice in pripovedke.

### Droga
Dokazi za inhalacijo kanabisa izvirajo iz 3. tisočletja pr. n. št. kot nakazujejo zoglenela semena kanabisa, ki so jih našli v ritualni žerjavnici v staroveškem pokopnem mestu v sedanji Romuniji. Najbolj znani uživalci kanabisa so biti antični Hindujci iz Indije in Nepala. V sanskrtu so zelišče imenovali ganžika (गांजा/গাঁজা v sodobnih indijskih jezikih gandža). Antično mamilo soma, ki je omenjena v Vedah kot sveti omamljajoči halucinogen, so večkrat povezali s kanabisom.

### Zgodovinske zanimivosti
Kot zanimivosti velja omeniti:
- Vsi šolski učbeniki do leta 1880 so bili narejeni iz konoplje, prav tako je bilo 80% tekstila do leta 1820, ko je bil izumljen stroj za odstranjevanje bombaževih semen.
- povsem legalno je bilo plačevanje davkov s konopljo v ZDA med letoma 1631 in začetki 1800, poleg tega je bilo med 17. in 18. stoletjem ne-gojenje konoplje sankcionirano po zakonu. V Virginiji, je bila med letoma 1763-69 zagrožena zaporna kazen za nasprotovanje gojenju konoplje.
- do 20. stoletja je bila konoplja največji pridelek v številnih zveznih državah ZDA. Leta 1850 so v zvezni državi Kentucky pridelali 40.000 ton konopljinih vlaken.
- najstarejše najdišče izdelkov iz konoplje sega v obdobje pred 12.000 leti, leži pa na območju današnje Kitajske. Tam so našli ostanke peščenih loncev, katerih površino so krili vzorci iz konopljinih trakov.
- Blago iz konoplje naj bi izdelovali že v 8. tisočletju p.n.š.
- Leta 1916 je ameriška vlada predvidevala, da bo do leta 1940 ves papir prihajal iz konoplje ter da ne bo potrebno posekati nobenega drevesa več. Študije so kazale, da bi 1 hektar konoplje ustrezal 4,1 hektarju dreves.
- Na Japonskem so našli prvo risbo konopljinega lista na steni jame, starosti okrog 10.000 let. Strokovnjaki predvidevajo, da so tudi pozni jamski ljudje poznali konopljo.

## Konoplja v medicini
Konoplja se v medicini lahko uporablja v obliki vršičkov, ekstraktov in sinteznih analogov aktivnih sestavin konoplje v takšni obliki, da ustreza aplikaciji. Zgodovina uporabe konoplje v medicinske namene sega v leto 2737 pr.n.š..

### Zakonodaja v Sloveniji
Uporaba farmacevtskih pripravkov iz konoplje (sativex, dronabinol) v medicinske namene je v Sloveniji od leta 2014 dovoljena, če vam jih predpiše zdravnik. Od 19. septembra 2019 ima dovoljenje za promet tudi zdravilo Epidyolex (vsebuje naravni (CBD), ki se uporablja za trdovratne oblike epilepsije. V posebnih primerih je mogoč tudi uvoz zdravil iz konoplje (npr. Sativex), ki še nimajo dovoljenja za promet v Sloveniji. Pobuda za uvoz takšnih pripravkov mora biti obrazložena z utemeljitvijo, da pri pacientu z drugimi zdravili, ki imajo dovoljenje za promet v Sloveniji, ni mogoče doseči ustreznih terapevtskih učinkov. Na recept je moč dobiti tudi magistralna zdravila (pripravki ki vsebujejo izolirana ali sintezno pridobljena kanabinoida CBD in/ali THC, standardizirani ekstrakt cveta konoplje ter fitokanabinoide v obliki vršičkov medicinske konoplje). Uporaba naravne konoplje (vršičkov, smole, ekstraktov) pa je še vedno prepovedana, ker je THC po slovenski zakonodaji (še vedno) na seznamu prepovedanih drog in sicer v 1. in 2. skupini prepovedanih drog. Uporaba pripravkov iz kanabisa, ki jih izdeluje farmacevtska industrija (npr. zdravilo sativex, ki vsebuje razmerje THC:CBD 1:1) je v Sloveniji na zdravniški recept dosegljivo od leta 2014 naprej. Slovenska vlada je 14. junija 2014 sprejela novo uredbo o razvrstitvi prepovedanih drog, z novo ureditvijo je omogočena uporaba učinkovin iz konoplje v medicinske namene, le-te pa lahko predpiše samo zdravnik. Konoplja, razen industrijske konoplje, torej ostaja prepovedana droga, registrirana zdravila na osnovi kanabinoidov pa lahko po novem zdravniki predpišejo bolnikom na recept za zdravljenje tistih bolezni, pri katerih so ta zdravila dokazano učinkovita. Informacije o uporabi konoplje v medicinske namene so dostopne v letaku in v odgovorih na vprašanja na spletni strani Nacionalnega inštituta za javno zdravje in ministrstva za zdravje RS.

### Zgodovina njene terapevtske uporabe
Konoplja izvira iz osrednje Azije in je bila ena prvih psihotropnih drog, ki so jo gojili in uporabljali že pred razvojem pisave. Na Kitajskem je znana vsaj od neolitika (4000 pr.n.š.). Prvi ki je opisal njene terapevtske lastnosti naj bi bil kitajski cesar Šen Nung v svojem "Kompendumu zdravilnih kitajskih rastlin" leta 2737 pr.n.š. Kmalu za tem so jo začeli gojiti zaradi vlaken za tekstil in vrvi, zaradi semen, rekreativne uporabe in uporabe v medicini. V Indijo se je razširila iz Kitajske.

Leta 1839 je britanski zdravnik William O'Shaughnessy, medtem ko je delal v Indiji, odkril konopljino analgetično (protibolečinsko), antiemetično (proti bruhanju) in antikonvulzivno (proti krčem) delovanje, da spodbuja apetit in da deluje kot mišični relaksant. Od leta 1854 so konopljo prosto prodajali v lekarnah zahodnih ameriških držav, v britanski farmakopeji pa so se še naslednjih 100 let pojavljali njeni ekstrakti in tinkture.

Po obdobju prohibicije alkohola v Ameriki so jo ameriške blasti "obsodile", da povzroča norost, moralen in intelektualen propad njenih uporabnikov ter ji pripisali zasluge za njihova kriminalna dejanja. Leta 1937 je bil pod pritiskom ameriškega Zveznega urada za narkotike, v nasprotju z nasveti Ameriškega zdravstvenega združenja, uveden davek enega dolarja na unčo (pribl 30 g) konoplje uporabljene v medicinske namene in sto dolarjev na unčo konoplje uporabljene za neodobrene (rekreativne) namene. Iz ameriške farmakopeje so leta 1942 odstranili konopljo, ki je tako izgubila svojo terapevtsko legitimnost. Velika Britanja in velika večina evropskih držav je marihuano prepovedalo leta 1971 s podpisom konvencije o psihotropnih substancah.

Nelegalnosti navkljub so pacienti še vedno uporabljali konopljo v obliki samozdravljenja. 30. julija 2001 so v Kanadi zakonsko dovolili terapevtsko uporabo marihuane bolnikom z nekaterimi resnimi obolenji, leta 2005 je bilo tako tam 821 pacientov in 363 zdravnikov, ki jim je bilo dovoljeno posedovanje. Medicinska konoplja se prodaja/izdaja na recept v Nizozemskih lekarnah od leta 2003.

### Aktivne sestavine
Konoplja vsebuje vsaj 460 različnih substanc, od katerih je vsaj 66 kanabinoidov, ki so osnova za raziskave njenega delovanja. Izmed teh jih velja izpostaviti osem, ki so najpomenbnejše aktivne substance konoplje.

#### Kanabinoidi
| delta-9-tetrahidrokanabinol (THC) | analgetično in nevroprotektivno delovanje , protivnetno, nevropreotektivno in antispazmodično delovanje, blaži slabost, stimulira apetit, uspava.    |
| kanabidiol (CBD)                  | Glavna sestavina medicinske konoplje. Deluje nevroprotektivno, blaži krče, vnetje, kašelj, slabost, anksioznost, zavira rast nekaterih rakavih celic |
| kanabinol (CBN)                   | Metabolit THC-ja, blag agonist CB1 in CB2 receptorjev.                                                                                               |
| beta-kariofilen (caryophyllen)]   | Blago protivnetno delovanje. |
| kanabigerol (CBG)                 | Protihipertenzivno delovanje |
| kanabikromen (CBC)                | Protivnetno in analgetično delovanje |
| tetrahidrokanabivarin (THCV)      | Ne omamlja. Zavira apetit in zmanjšuje sladkor pri diabetesu tipa 2.                                                                                 |
| kanabidivarin (CBDV)              | Ne omamlja. Je antikonvulzant, blaži slabost in vnetje črevesja.                                                                                     |

- Tetrahidrokanabinol (Tetrahydrocannabinol) (THC).
- Kanabidiol (Cannabidiol) (CBD)
- Kanabinol (Cannabinol) (CBN).
- beta-kariofilen (β-Caryophyllene)
- Kanabigerol (Cannabigerol) (CBG)
- Kanabikromen (Cannabichromene) (CBC)
- Tetrahidrokanabivarin (Tetrahydrocannabivarin) (THCV)
- Kanabidivarin (Cannabidivarin) (CBDV)

#### Terpeni
Terpeni so spojine, ki tvorijo eterična olja in jih lahko najdemo v drevesih, sadju in rožah. Navadna konoplja lahko vsebuje tudi do 200 različnih terpenov, odvisno od sorte. Aroma konoplje je lahko precej različna. Pri nekaterih rastlinah lahko zaznamo svež vonj citrusov, pri drugih pa npr. vonj po borovcih. Terpeni pa ne pripomorejo zgolj samo k vonju. V rastlini imajo vlogo zaščite proti mrčesu in privabljanja opraševalcev. Najbolj je pomembno katero sorto posadimo, vseeno pa ima na njihovo izražanje vpliv tudi prst in pa vreme (če je rastlina posajena zunaj). Kemikalije v rastlini se prilagajajo različnemu okolju, saj jim to omogoča boljšo rast in razvoj.
Tvorijo se v istem delu rastline kot kanabinoidi. Kljub temu, da so zastopani v relativno majhnem številu, naj bi domnevno imeli učinek na naše telo in možgane. Zaenkrat raziskave kažejo, da morajo biti zastopani vsaj v količini 0,05 %, da lahko učinkujejo. Terpeni skupaj z različnim razmerjem med CBD in THC (in ostalimi kanabinoidi) določajo specifične učinke značilne za posamezno sorto konoplje. 
| Ime terpena     | Aroma                            | Učinek                                        | Medicinski učinek                                            |
| --------------- | -------------------------------- | --------------------------------------------- | ------------------------------------------------------------ |
| Mircen          | Hmelj, nageljnove žbice, zelišča | Sedira in pomirja. Ojača delovanja THC.       | Antiseptik, analgetik, proti ranam na želodcu                |
| Beta-kariofilen | Poper, začimbe, aroma lesa       | Ščiti želodčno sluznico in deluje protivnetno | Antiinflamatorik, analgetik, antitumor                       |
| Linalool        | Cvetlice, citrusi, začimbe       | Sedira, pomirja in uravnava razpoloženje      | Lokalni analgetik, antidepresiv, anksiolitik, antikonvulzant |
| Pinen           | Sladkoba, borovci                | Izboljša pozornost in spomin                  | Antiinflamatorik, antibiotik, antivirus, bronhodilator       |
| Humulen         | Aroma lesa in zemlje             | Zavre apetit                                  | Analgetik, antibakterik, analgetik                           |
| D-limonen       | Citrusi, limona, pomaranča       | Izboljša razpoloženje in blaži stres          | Antidepresiv, anksiolitik, proti refluksu                    |

### Uporaba v medicini
| Diagnoza                           | Indikacija                                                                                  |
| ---------------------------------- | ------------------------------------------------------------------------------------------- |
| Alzheimerjeva bolezen              | Preprečuje formacijo »Alzheimerjevih ploščic«, potrebnih za nastanek bolezni                |
| Astma                              | Razširi dihalne poti do pljuč                                                               |
| Bolečine                           | Analgetik (lajšalec bolečin), ne opijskega izvora, pri katerem se odvisnost ne mora razviti |
| Depresija                          | Izboljša počutje                                                                            |
| Epilepsija                         | Zmanjšuje pogostost epileptičnih napadov.                                                   |
| Glavoboli, migrene                 | Lajša in preprečuje migrene                                                                 |
| Glavkom                            | Zmanjšuje intraokularni pritisk (znotraj očesa) za 20- 40%                                  |
| Hipertenzija (visok krvni pritisk) | Manjša krvni tlak                                                                           |
| AIDS / HIV                         | Lajša bolečine, povrne apetit, zboljšuje spanec                                             |
| Poškodbe glave                     | Nevro-protektivne lastnosti, pospeši okrevanje                                              |
| Rak dojke                          | Blokira rakav gen, ki je odgovoren za širitev raka                                          |
| Rak na možganih                    | Manjša tumorje, ubija rakave celice                                                         |
| Pljučni rak                        | Manjša tumorje, upočasni rakavo rast                                                        |

- Antiemetični učinki: Opravljene so bile študije glede antiemetičnih lastnosti kanabinoidov, predvsem dronabinola (sinteznega THC) in nabinola (sinteznega analoga THC), pri rakavih bolnikih na kemoterapiji. Ugotovili so signifikantno antiemetično delovanje pri odmerkih, ki pa prav tako povzročajo signifikantne učinke, ki so znani iz rekreativne rabe droge. Nobeni od preizkušanih kanabinoidov niso dali primerljivih rezultatov napram novejšim generacijam antiemetikov z delovanjem na serotoninske receptorje tipa 3 (5-HT3).[4]
- Anoreksija se pojavlja pri bolnikih z AIDS-em in tistih z napredovalnimi oblikami raka. Pri bolnikih z AIDS-om je lahko drastična izguba telesne mase zaradi izgube apetita (anoreksije) povezana tudi s kronično diarejo (drisko). Klinične študije so pokazale, da peroralna aplikacija THC stimulira apetit in pomaga zavirati kronično izgubo telesne mase pri bolnikih z napredovalnimi oblikami raka. Signifikantna izboljšanja so pokazale tudi študije pri bolnikih z AIDS-om. Po 4-6-ih tednih se je pokazalo povečanje apetita in stabilizacija telesne teže. THC pri okuženih s HIV, ki so v fazi protivirusne terapije, ni motil le te. V Kanadi so tako odobrili THC kot stimulans apetita za zdravljenje anoreksije in pretirane izgube telesne teže pri bolnikih z AIDS-om.[4]
- Multipla skleroza je degenerativno obolenje živčevja, ki jo spremljajo otrdelost mišic, boleči mišični krči, kronična bolečina v okončinah, mravljinčenje v prstih rok in nog, slaba koordinacija gibanja, tremor in disfunkcije prebavil. Trenutna simptomatska zdravljenja so včasih neučinkovita in predstavljajo tveganje za pojav hudih neželenih učinkov. To je nekatere bolnike pripeljalo do samozdravljenja s konopljo, od koder izvirajo empirična poročila o ugodnih učinkih za blaženje nekaterih simptomov, na primer otrdelosti mišic, tremorja, in disfunkcije mehurja. Klinične študije so dale različne rezultate, recentne študije pa so ta poročila poročila potrdile, vsaj kar se tiče nekaterih od teh simptomov. Neželeni učinki so bili tukaj redki in so jih pacienti razmeroma dobro prenesli to so bili vrtoglavica, suha usta in zaspanost. Kognitivni neželeni učinki so bili pri učinkovitih odmerkih omejeni na spremembe pri shranjevanju dolgoročnega spomina.[4]
- Poškodbe hrbtenjače: Ljudje s temi poškodbami pogosto trpijo za podobnimi simptomi kot tisti z multiplo sklerozo, na primer otrdelost mišic, bolečimi krči, in urinarno inkontinenco. Opravljene so bile tri študije, glede učinkov ekstraktov konoplje z THC ali kanabidiola ali kombinacije teh dveh v podjezničnih sprejih. Pri nekaterih pacientih je terapija vodila do izboljšanja.[4]
- Tourettov sindrom je nevro-vedenjska motnja, ki jo karakterizirajo motorični in verbalni tiki in nabor vedenjskih in kognitivnih motenj. Študije učinkovitosti oralnega THC pri tretmaju Tourettovega sindroma so dale dokaze, da THC ublaži motorične in vokalne tike in obsesivno kompulzivne motnje. Še vedno pa ni jasno kateri kanabinoidi so pri tem najbolj učinkoviti.[4]
- Epilepsija pesti približno 1% svetovnega prebivalstva, ocenjeno je bilo da približno 20-30% teh bolnikov ne prejema primernega zdravljenja s konvencionalnimi zdravili. Kanabidiol se je pri študijah na živalih izkazal kot obetajoč, z močnim antikonvulzivnim delovanjem in minimalno nevrotoksičnostjo. Obstajajo anekdotična poročila o pacientih, ki so kadili marihuano v namene samozdravljenja, ko pa so s tem prenehali so se jim krči povrnili. Z le eno klinično študijo, na tem področju vloga kanabinoidov ni razjasnjena.[4]
- Glavokom je očesna bolezen, ki jo karakterizira povišan znotrajočesni tlak in lahko vodi do slepote. THC je zanimiv proti-glavokomni agens, a je na tem področju veliko boljših učinkovin. Tukaj ni bilo kontroliranih kliničnih študij, ki bi primerjale blagodejne učinke napram neželenim, načeloma pa naj bi se za to aplikacijo kanabinoidi nanašli topikalno.[4]
- Shizofrenija je huda mentalna motnja, ki se manifestira s halucinacijami, deluzijami in mišljenskimi motnjami, izgubo motivacije, socialni odmaknjenosti... Raziskave kažejo, da so tu vpletene metabolne motnje, hiperadrenalinizem, pretiran odziv na stres in kronično sistemsko vnetje. Poleg pričakovanih čustvenih, kognitivnih in vedenjskih problemov prihaja tudi do sopojavnosti debelosti, dislipidemije in diabetesa, znakov prekomernega odziva na stres in občutljivosti za določene infekcije. V zadnjih letih se je pojavila skrb, da kajenje konoplje v mladosti lahko kasneje pripomore k razvoju shizofrenije, vendar to še ni razjasnjeno. V nasprotju s tem, raste zanimanje za potencialno uporabo kanabidiola kot antipsihotičnega agensa. Znani so protivnetni in imunomodulatorni učinki THC in CBD, poleg tega pa obstaja verjetnost da občasna uporaba konoplje ščiti kognitivne funkcije pri shizofrenikih, kakor je bilo pokazano  s CBD pri zdravih posameznikih.[25][36]
- Depresija: Leta 2005 je bila izvedena najoširnejša raziskava o povezavi med uživanjem konoplje in pojavom depresije. Raziskava je zajemala 4400 ljudi, primerjali pa so psihično stanje pri dnevnih uživalcih konoplje, tistih ki uživajo konopljo enkrat na teden ali manj, ter pri ljudjeh ki konoplje niso nikoli uživali. Študija je pojazala, da se depresija pojavlja manj pri ljudjeh ki konopljo uživajo enkrat na teden ali manj in dnevnih uživalcih kot pa pri neuživalcih. V raziskavi so primerjali tudi pojav depresije pri uživalcih medicinske konoplje in rekreativnih uživalcih, kjer se je pokazalo da se depresija pojavlja predvsem pri uživalcih medicinske konoplje, to pa je posledica stresa zaradi bolnišničnega okolja ter da ti ljudje že imajo neko bolezen. Raziskava potrujuje dejstvo da uživanje konoplje ne povzroči povečanega tveganja za razvoj depresije. Klinične študije na ljudjeh in živalih so pokazale povezavo med endogenim kanabinoidnim sistemom in patogenezo depresije. Zaenkrat se predvideva, da je zmanjšana funkcija endogenega kanabinoidnega sistema CASUAL, faktor za razvoj depresivnih motenj.[25]
- Kožna obolenja: Raziskave kažejo, da konopljino olje potencialno lahko blaži in lajša simptome različnih vrst kožnih obolenj, prav tako pa ima konoplja blagodejen učinek pri zdravljenju aken in različnih vrst dermatitisov.[37]
- Ostalo: Številni kanabinoidi so pokazali učinkovitost zoper akutno in kronično bolečino (analgetični učinki) in izboljšanje kvalitete spanca. Pri učinkovitih odmerkih pa sta bili pogosti omotica in zmedenost. Kanabinoid v kliničnih študijah niso pokazali učinkov proti parkinsonovi bolezni.[4]

Z uporabo marihuane v medicinske namene se strinjajo številne zdravstvene organizacije sveta:
- American Medical Association
- The American College of Physicians
- Leukemia & Lymphoma Society
- American Academy of Family Physicians
- American Public Health Association
- American Psychiatric Association
- American Nurses Association
- British Medical Association
- AIDS Action
- American Academy of HIV Medicine
- Lymphoma Foundation of America
- Health Canada

## Industrijska uporaba
Konoplja je industrijsko zanimiva zaradi hitre rasti, količine pridelka, kakovosti in vsestranske uporabnosti. Poleg tega konoplja uspeva na preko 50% Zemljine kopne površine.
Ima najmočnejša poznana rastlinska vlakna, zato se možnost za njeno uporabo kaže na številnih področjih. Iz njenih stebel pridobivajo vlakna za proizvodnjo [blaga, vrvi, gradbenih materialov, proizvodnja plastike in biodizla. Iz nje je moč narediti tudi kozmetiko. Lahko jih uporabimo kot vezne, obložne in izolacijske materiale ter izdelamo konstrukcije, ki so trajnejše, cenejše, lažje in okolju prijaznejše od betonskih, hkrati pa imajo ustrezno trdnost. Danes lahko v gradbeništvu s posebnimi postopki in kombinacijo konoplje s cementom in apnom izdelamo malto, ki je po kakovosti primerljiva z navadnim betonom. 

### Semena
Konopljina semena so z rastlinskega vidika plodovi, tako imenovani oreščki z enim samim semenom, zaprtim v lesnato lupino. Seme vsebuje dve kali (poganjka), v ovoju ali celici okoli teh dveh kali pa so shranjene visoko prehrambne snovi za ljudi in tudi za živali: olje odlične kakovosti (30 – 35 % trigliceridov) vsebuje odlično kombinacijo proteinov (največ edestina), ogljikovih hidratov (35 %), nujno potrebnih mineralov, pomembnih vitaminov, aminokislin in klorofilov.
Velika prednost jedilnih konopljinih semen je ta, da ne vsebujejo nikakršnih strupenih ali motečih substanc (kot jih lahko na primer bombažna, oljna in sojina semena), zato jih lahko zaužijemo tudi surova. Olje in prešane pogače konopljinih semen ni potrebno rafinirati in prečistiti (konopljino olje je hladno stiskano). Konopljina semena ne vsebujejo kanabinoidov. Da ne bi prišlo do kakšnih napak pri stiskanju olja, zakon Evropske unije predpisuje zelo natančne meritve jedilne konoplje, zatorej semena konoplje ne škodujejo vašemu zdravju in nimajo nikakršnega toksičnega učinka na človeka.
V preteklosti so bila semena konoplje poznana ne le kot hrana za živali (ptice), ampak tudi kot dodatek človeški prehrani. Konopljina semena vsebujejo več beljakovin kot goveje meso. Dobro uravnovešeno razmerje polinenasičenih maščobnih kislin v konopljinem olju je idealno za človeški metabolizem in uvršča konopljo med popolne oskrbovalce za proteinsko sintezo celotnega telesa.  Še posebej imunoglobulin (vezni protein), ki je pomemben za vzdrževanje in okrepitev telesne obrambe. Zato smo manj nagnjeni k boleznim kot so kužne bolezni, rak in tako dalje. Vse nujno potrebne elemente lahko dobimo iz hladno stiskanega konopljinega olja, ki je temno zelene barve, ker barva vsebuje klorofile in karotinoide (carotid = vitamin A).
Konopljina semena se pogosto uporabljajo tudi kot krma za ptiče.

## Kratkoročni učinki kanabisa na telo
Ko se vdihne konopljin dim, pridejo THC in ostali kanabinoidi preko pljuč v krvni obtok. Po nekaj sekundah pridejo preko krvi do možganov. Možganske celice imajo na svoji zunanjosti kanabinoidne receptorje, ki se ob prisotnosti kanabinoidov aktivirajo in dajo celici ukaz, naj ustavi komunikacijo z ostalimi možganskimi celicami. Po nekaj urah se kanabinoidi »odpnejo« z receptorjev in možganske funkcije se povrnejo, omamljenost pa mine.
Omamljenost spremljajo občutki evforije, brezskrbnosti, sproščenosti in razbremenjenosti. Mišice preidejo v stanje relaksacije, dojemanje časa je počasneje, spremeni se dojemanje čutil. Poslabša se uporabnikov kratkoročni spomin, motorične sposobnosti in reakcijski čas. Zviša se utrip srca, zniža se krvni pritisk. Ko začne omamljenost popuščati, se poviša apetit.
Marihuana je zelo netoksična, kajti predvideni LD50 se pri človeku giblje okoli 1:20.000 in 1:40.000, kar pomeni da je smrtno predoziranje praktično nemogoče. V zadnjih 5000 letih ni bilo niti ene zabeležene smrtne žrtve, ki bi jo povzročila konoplja sama. Vendar je vožnja pod vplivom marihuane, zaradi upočasnjenih refleksnih časov, skrajno nevarna, zaradi česar je že prihajalo do hudih nesreč.

## Dolgoročni učinki
Dolgoročni učinki kanabinoidov na telo so manj jasni. Raziskave so bile opravljene na področjih reproduktivnega sistema, mentalnega zdravja, potenciala zasvojljivosti, tveganju razvoja raka, učinkih na inteligenci in spominu, vendar nobena raziskava ni dokazala kakršnihkoli dolgoročnih učinkov. Zaradi vdihavanja dima uporabnik zaužije veliko ogljikovega monoksida in katrana, čigar učinki na zdravje so splošno znani.

## Legalno stanje konoplje danes in dekriminalizacija
Vse do 20. stoletja je bila konoplja zelo spošovana in prilubljena rastlina, dokler je ni Amerika z zakonom prepovedala in jo očrnila z iracionalno propagando. Kljub mnogim raziskavam, ki potrjujejo medicinsko uporabnost in relativno malo naravno dolgoročnih strnaskih učinkov, je konoplja danes strogo nadzorovana rastlina, v mnogih državah se je ne da legalno dobiti niti v medicinske namene.
Reforma zakona glede legalnega stanja konoplje je danes zelo vroča globalna politična tema, ker mnogi verjamejo, da je konoplja po krivici prepovedana.
Skupina I: rastline in substance, ki so zelo nevarne za zdravje ljudi zaradi hudih posledic, ki jih lahko povzroči njihova zloraba in se ne uporabljajo v medicini;

Skupina II: rastline in substance, ki so zelo nevarne zaradi hudih posledic, ki jih lahko
povzroči njihova zloraba in se lahko uporabljajo v medicini;

Skupina III: rastline in substance, ki so srednje nevarne zaradi posledic, ki jih lahko povzroči njihova zloraba in se lahko uporabljajo v medicini.

- odlomek z Zakona o proizvodnji in prometu s prepovedanimi drogami, ki velja v Sloveniji
Zakon konopljo klasificira v II. skupino prepovedanih drog. Zadnje čase je legalizacija in dekriminalizacija konoplje zelo vroča politična tema, pogosto navedeni razlogi za legalizacijo konoplje so:
- Neučinkovitist trenutnih zakonov; kljub temu, da ima Nizozemska dekriminalizirano marihuano, ima mnogo nižjo porabo konoplje med državljani kot ZDA in večina ostale Evrope, kjer je konoplja strogo preganjana.
- Starostne omejitve; Z legalizacijo in postavitvijo starostnih mej bi vsaj delno preprečili prodajo marihuane mladostnikom.
- Nepravičnost do medicinskih upravičencev; pacientu, ki ima bolezen/stanje, za katerega je dokazano, da bi marihuana v njegovem primeru delovala pozitivno, mu država ne uspe zagotoviti medicinske marihuane zaradi zastarelih zakonov.
- Nevarnost za končne uporabnike; ljudje, ki kupujejo marihuano na črnem trgu se izpostavljajo nevarnosti slabe kvalitete izdelka. Izdelek ima lahko primešane strupe, ki so lahko zelo nevarni za zdravje.
- Dobiček od davkov; z legalizacijo bi država služila na račun obdavčitve in trošarin.
- Upad preprodajalcev drog in kriminala.

## Praksa sodišč o posesti in proizvodnji konoplje
Vrhovno sodišče Republike Slovenije je leta 2019 v prelomni sodbi odločilo, da nekaj sadik konoplje ne predstavlja kaznivega dejanja in oprostilo obtoženca, ki ga je zagovarjal odvetnik Slavko Vesenjak. Vrhovno sodišče je pojasnilo, da člen kazenskega zakonika, ki govori o prepovedani trgovini z mamili (186. člen KZ-1), glasi, da se kaznuje tisti, "kdor neupravičeno proizvaja, predeluje, prodaja ali ponuja naprodaj ali zaradi prodaje ali dajanja v promet kupuje, hrani ali prenaša ali posreduje pri prodaji ali nakupu ali kako drugače neupravičeno daje v promet rastline ali substance, ki so razvrščene kot prepovedane droge ali nedovoljene snovi v športu, ali predhodne sestavine, ki se uporabljajo za izdelavo prepovedanih drog", beseda proizvodnja pa da "že sama vključuje izdelovanje, gojenje v večjem obsegu za nadaljnjo prodajo, saj že, če izhajamo iz Slovarja slovenskega knjižnega jezika, beseda proizvajati pomeni producirati večje količine." Vrhovni sodniki so še ponovili, da proizvodnja pomeni izdelavo ali gojenje večje količine prepovedanih snovi, ki je namenjeno širšemu krogu ljudi.
Novembra 2020 je Vrhovno sodišče odločilo, da ne gre za kaznivo dejanje, če je proizvajalec konopljine produkte prodajal osebam, ki jih "niso uživali zaradi psihoaktivnih učinkov, temveč ker so se znašli v težkih življenjskih situacijah in so si z uporabo konoplje oziroma njenih produktov lajšali ali celo odpravili zdravstvene težave." Vrhovno sodišče je poudarilo tudi, da je pri presoji ali gre za kaznivo dejanje, "treba upoštevati, da je bila namenjena izključno izdelavi izdelkov" in "da so bili izdelki iz konoplje v precejšnjem delu podarjeni. Kar 19 od zaslišanih 25 prič je izpovedalo, da so konopljine izdelke prejele brez plačila." Vrhovno sodišče je spremenilo obsodilno sodbo Višjega sodišča v Mariboru in obdolženca oprostilo. Odvetnik Robert Pungerl, ki je zastopal obdolženca, je pozval k premisleku o nadaljnjem pregonu tovrstnih dejanj: »O usmeritvah za preiskovanje tovrstnih dejanj bi se moralo ponovno razmisliti. Kaj je smotrno, kakšni so cilji."